# Patrick Depailler
Patrick André Eugène Joseph Depailler (Clermont-Ferrand, 1944. augusztus 9. – Hockenheim, 1980. augusztus 1.) francia autóversenyző.

## Pályafutása

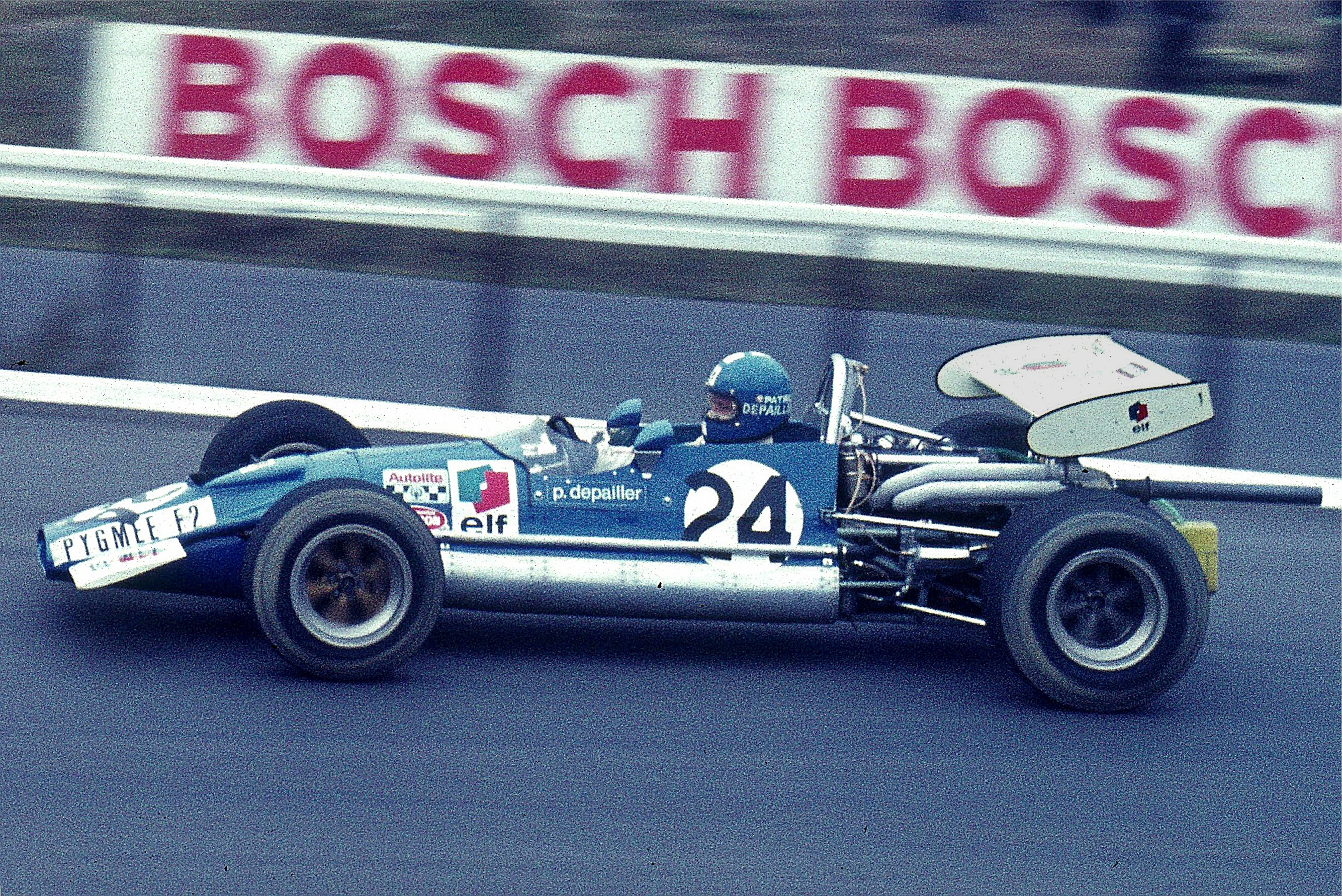
Depailler verseny közben

1974-ben Formula–2-es Európa-bajnoki címet szerzett, amivel lehetősége nyílt két futam erejéig a Formula–1-ben is részt venni. Szerencsés embernek tartották, egy sárkányrepülővel és egy motorral elszenvedett balesetet is túlélt. 1974-ben a Tyrrellhez szerződött, Svédországban megszerezte a pole-pozíciót, a következő versenyen ő teljesítette a leggyorsabb kört, amit egy második helyezés követett. Első győzelmét az 1978-as Monacóban megrendezett nagydíjon szerezte meg. Ezt a teljesítményét az 1979-es spanyol nagydíjon sikerült megismételnie, amikor szintén elsőként haladt át a célvonalon. Még ebben az évben kettős lábtörést szenvedett egy sárkányrepülő-balesetben, ami miatt a szezon második felét ki kellett hagynia.

## Halála
1980. augusztus 1-jén Hockenheimben, a német nagydíjat megelőzően Depailler egy új titánfelfüggesztést tesztelt az Alfa Romeón. Lassítás nélkül érkezett meg az egyik balos kanyarba, kisodródott és a védőkorlátnak ütközött 260 kilométeres óránkénti sebességgel. A szalagkorlátot átszakítva az amögött elhelyezett, összetekert drótkerítésnek ütközött, amit a néhány héttel későbbi német nagydíjra készültek elhelyezni. A helyszínen életét vesztette. A baleset okát sokáig találgatták, de feltételezhető, hogy többszörös emberi mulasztás történt. A versenyző halála újabb vitákat váltott ki, hogy nem az Alfa Romeo mérnökei felelősek-e a történtekért, akiknek a pálya viszonyaihoz nem megfelelően szerelt felfüggesztés-eleme vezethetett a tragédiához.

## Teljes Formula–1-es eredménysorozata
(Táblázat értelmezése)

(Félkövér: pole-pozícióból indult; dőlt: leggyorsabb kört futott) 

| Év   | Csapat     | 1      | 2      | 3      | 4      | 5      | 6      | 7      | 8      | 9      | 10     | 11     | 12     | 13     | 14     | 15     | 16    | 17    | Helyezés | Pont    |
| ---- | ---------- | ------ | ------ | ------ | ------ | ------ | ------ | ------ | ------ | ------ | ------ | ------ | ------ | ------ | ------ | ------ | ----- | ----- | -------- | ------- |
| 1972 | Tyrrell    | ARG    | RSA    | ESP    | MON    | BEL    | FRA Hn | GBR    | GER    | AUT    | ITA    | CAN    | USA 7  |        |        |        |       |       | –        | 0       |
| 1974 | Tyrrell    | ARG 6  | BRA 8  | RSA 4  | ESP 8  | BEL Ki | MON 9  | SWE 2  | NED 6  | FRA 8  | GBR Ki | GER Ki | AUT Ki | ITA 11 | CAN 5  | USA 6  |       |       | 9.       | 14      |
| 1975 | Tyrrell    | ARG 5  | BRA Ki | RSA 3  | ESP Ki | MON 5  | BEL 4  | SWE 12 | NED 9  | FRA 6  | GBR 9  | GER 9  | AUT 11 | ITA 7  | USA Ki |        |       |       | 9.       | 12      |
| 1976 | Tyrrell    | BRA 2  | RSA 9  | USW 3  | ESP Ki | BEL Ki | MON 3  | SWE 2  | FRA 2  | GBR Ki | GER Ki | AUT Ki | NED 7  | ITA 6  | CAN 2  | USA Ki | JPN 2 |       | 4.       | 39      |
| 1977 | Tyrrell    | ARG Ki | BRA Ki | RSA 3  | USW 4  | ESP Ki | MON Ki | BEL 8  | SWE 4  | FRA Ki | GBR Ki | GER Ki | AUT 13 | NED Ki | ITA Ki | USA 14 | CAN 2 | JPN 3 | 9.       | 20      |
| 1978 | Tyrrell    | ARG 3  | BRA Ki | RSA 2  | USW 3  | MON 1  | BEL Ki | ESP Ki | SWE Ki | FRA Ki | GBR 4  | GER Ki | AUT 2  | NED Ki | ITA 11 | USA Ki | CAN 5 |       | 5.       | 34      |
| 1979 | Ligier     | ARG 4  | BRA 2  | RSA Ki | USW 5  | ESP 1  | BEL Ki | MON 5  | FRA    | GBR    | GER    | AUT    | NED    | ITA    | CAN    | USA    |       |       | 7.       | 20 (22) |
| 1980 | Alfa Romeo | ARG Ki | BRA Ki | RSA Hn | USW Ki | BEL Ki | MON Ki | FRA Ki | GBR Ki | GER    | AUT    | NED    | ITA    | CAN    | USA    |        |       |       | –        | 0       |